# Hypomyces lateritius
Hypomyces lateritius (Syn. Peckiella lateritia) ist ein Schlauchpilz aus der Familie der Krustenkugelpilzverwandten (Hypocreaceae), der an Fruchtkörpern verschiedener Milchlinge oder Täublinge parasitiert, darunter vor allem Reizker. Die deformierten Pilze werden Steinreizker oder taube Reizker genannt.

## Merkmale

### Makroskopische Merkmale
Der Pilz überzieht die Fruchtkörper von Reizkern mit einem harten Belag, dem sogenannten Subikulum, und färbt sie rotbraun bis ocker. Das Subikulum verfärbt sich nicht mittels KOH. Die Perithecien werden auf dem Hymenophor des Wirtes gebildet, man erkennt sie als Pünktchen, die regelmäßig verteilt und im Subikulum eingesenkt sind, sodass nur noch die Öffnung zu sehen ist. Sie  werden 300–470 µm lang und 170–360 µm breit, sind gelbbraun bis braun und färben sich mit KOH gelb.
Die Nebenfruchtform kann im Freiland an mumifizierten Fruchtkörpern gefunden werden und bildet ein weißes wattiges Mycelium zwischen den Lamellen des Wirtes aus.

### Mikroskopische Merkmale
Die am Scheitel verdickten Schläuche sind durchschnittlich 90–150 µm × 4–8 µm groß. Die spindelförmigen Ascosporen messen (15)21–27(-30) × (3-)4–5,5(-6) Mikrometer, sind unseptiert und besitzen eine feinwarzige Oberfläche.
In Kultur bildet der Pilz auf Malzextrakt-Agar langsam wachsende Kolonien aus, die 5–7 mm in einer Woche erreichen und aus einem wattigen auf beiden Seiten weißen, geruchlosen Mycelium  und nur einem spärlichen Luftmycel bestehen. Es werden keine dickwandigen Zellen gebildet.

## Ökologie
Hypomyces lateritius  befällt Milchlinge besonders aus der Sektion Reizker, insbesondere den Edel-Reizker, Fichten-Reizker und den Weinroten Kiefern-Reizker. Ferner werden auch der Kampfer-Milchling, der Rosascheckige Milchling, der Lärchen-Reizker, der Rotbraune Milchling, der Flatter-Milchling, der Birken-Reizker und der Nordische Milchling als Wirte besiedelt.
Die Fruchtkörper der Wirte werden dabei deformiert und hart.

## Verbreitung
Hypomyces lateritius kommt vermutlich überall vor, wo auch seine Wirte, die Milchlinge vorkommen, so in ganz Nordamerika von Alaska bis Zentralmexiko. In Europa kommt er von Frankreich bis in die Ukraine vor. In Asien bis nach Kasachstan, Kirgistan und Westsibirien. Auch aus Neuseeland ist er dokumentiert.

## Bedeutung
Hypomyces lateritius macht seine Wirte, die Reizker (oder andere Milchlinge) oder Täublinge, hart und ungenießbar im Gegensatz zu seinem Verwandten Hypomyces lactifluorum, der in Mexiko und in den USA als Marktpilz geschätzt wird.